# 河本焰
河本焰（日语：／ Kawamoto Homura），日本漫畫原作者。男性。他的弟弟是作家竹野光。其他名稱還有牛乳、一粒莓。

## 來歷
自2009年起，他開始以牛乳為名在新都社連載網路漫畫。
2013年，他獲得《月刊GANGAN JOKER》（史克威爾艾尼克斯）新人漫畫獎名字部門的鼓勵獎，並憑藉《狂賭之淵》首次在商業雜誌上亮相。
2022年，以一粒莓的筆名開始在《Young King Lambda》（少年畫報社）上連載《連環殺手降臨異世界》。2024年，他將自己的名字從一粒莓改為河本焰，並開始在《Young King》（同一出版社）上連載該系列的官方衍生作品《連環殺手降臨異世界 異世界大亂鬥》。

## 作品列表

### 漫畫
- 狂賭之淵（作畫：尚村透，2014年—，《月刊GANGAN JOKER》，史克威爾艾尼克斯，已出版19冊）
  - 狂賭之淵雙（作畫：齋木桂，2015年—2023年，《月刊GANGAN JOKER》，史克威爾艾尼克斯，全15冊）
  - 狂賭之淵（假）（作畫：川村拓，2017年—2022年[8]，《月刊GANGAN JOKER》，史克威爾艾尼克斯，全10冊）
  - 狂賭之淵妄（作畫：裕一，2017年—2020年，《Manga UP！》，史克威爾艾尼克斯，全4冊）
- 煉獄死亡遊戲（作畫：吉村英明，2015年—2017年，《月刊Dragon Age》，KADOKAWA，全6冊）
- 異世界法庭 ～反駁的異法律師～（作畫：大庭下門，2016年—2018年，《Young Ace》，KADOKAWA，全3冊）
- 文武兩鬥 最強才智的培育法（作畫：內內櫸，2017年—2018年，《電擊魔王》，KADOKAWA，全3冊）
- 時之魔法 無限的齒輪（日语：クロノマギア）（作畫：東毅，2018年—2019年，《週刊少年Sunday》，小學館，全5冊）
- Regal Egg（作畫：木綿八十子，2020年—2021年，《Evening》，講談社，全3冊）
- 格雷測試M ～偉人麻將大戰～（作畫：山田秋太郎，2020年—2022年，《SundayWebry（日语：サンデーうぇぶり）》，小學館，全4冊（第3冊及以後均為電子書））[a]
- 魔女大戰 32名異能魔女交戰廝殺（作畫：鹽塚誠（日语：塩塚誠），2020年—，《月刊COMIC ZENON（日语：月刊コミックゼノン）》，Coamix（日语：コアミックス），已出版12冊）
- 殺死異世界轉生者 -作弊殺手-（2021年7月號，《月刊Dragon Age》，KADOKAWA）—連載1回後停止（#見下文）[9][10]
- 與異世界公主的愛情戰，關係著人類的存亡（作畫：圖圖，2021年10月號—2023年12月號，《Champion RED》，秋田書店，全3冊）
- 幕末賭博野蠻人（作畫：羽田豐隆，2022年5月20日[11]—2023年7月28日，《少年Jump+》，集英社，全5冊）
- 連環殺手降臨異世界（《Young King Lambda》2號[6]—，已出版6冊）[b]
  - 連環殺手降臨異世界 異世界大亂鬥（《Young King（日语：ヤングキング）》2024年17號[7]—，已出版1冊）
- HIGH CARD 至高之牌 -♢9 No Mercy（2022年8月31日[12]—2024年6月12日，《Manga UP！（日语：マンガUP!）》，史克威爾艾尼克斯，全3冊）
- 勇者隊伍的行李搬運工（作畫：八嶋諒，2022年11月號[13]—，《月刊GANGAN JOKER》，史克威爾艾尼克斯，已出版5冊）
- 戰鬥陀螺 X（作畫：出水明日香（日语：出水ぽすか），2023年6月號別冊附錄（序幕[14]）、2023年7月號（2023年7月號包含特別增刊[15]）—，《快樂快樂月刊》，小學館）[c]
- 暴力萬歲（2025年14號[16]—，《週刊Young Magazine》，講談社）

### 短篇
- 善行少女（作畫：森田蓮次，《週刊Young Magazine》2016年14號，講談社）
- （作畫：石松和幸，《月刊GANGAN JOKER》2018年12月號，史克威爾艾尼克斯）
- （《Young Magazine增刊 KAKEHIKI》No.1，講談社）[17]

### 小說
- （協力：武野光，2017年，〈富士見Fantasia文庫〉，KADOKAWA）

### 媒體組合
- BUILD DIVIDE（2021年，原案）
- HIGH CARD 至高之牌（2022年、2023年，與TMS、武野光等人共同擔任原作[12]）
- 戰鬥陀螺 X（電視動畫，2023年，與武野光、出水明日香（日语：出水ぽすか）共同擔任原作[18]）

## 《殺死異世界轉生者 -作弊殺手-》連載中止
《殺死異世界轉生者 -作弊殺手-》，是河本焰原作、作畫的一部以異世界為背景的奇幻漫畫。於2021年6月9日發行的《月刊Dragon Age》7月號上連載。
那些擁有作弊能力並轉生到異世界的人，在公眾面前被尊崇為與魔王軍隊作戰的英雄，但在幕後，他們卻利用自己的地位和能力實施暴力、混亂和邪惡的行為。故事講述的是主角的家鄉被異世界轉生者摧毀，他與憎恨轉生者的神秘女巫聯手復仇的故事。
第1回的劇情是，主角的青梅竹馬被一個名為「神之叛逆者」的公會的轉生者殺害，該公會由九名被稱為「最佳九人」的轉生者組成。主角與一名神秘的女巫聯手，女巫憎恨轉世人，因為她認為轉生者「前世都是失敗者」，並向殺害他童年朋友的轉世人進行復仇。
然而，這九位被稱為「最佳九人」的轉生者，卻與《刀劍神域》、《Re:從零開始的異世界生活》、《關於我轉生變成史萊姆這檔事》、《為美好的世界獻上祝福！》、《異世界食堂》、《幼女戰記》、《賢者之孫》、《OVERLORD》等人氣輕小說中的人物極為相似，而那些人物卻被描繪成反派，引發了批評和軒然大波。特別是《為美好的世界獻上祝福！》漫畫版也在《月刊Dragon Age》上連載。
針對這一反應，《Dragon Age》編輯部對該作品進行了調查，發現其角色設計和設定與其他作品相似，並且存在以貶低特定作品為目的的劇情展開和描寫。編輯部於2021年6月28日宣布該作品將連載中止。
對於此事，原作者河本焰在Twitter上發文道歉，表示很後悔沒有經過深思熟慮就創作了這部作品，導致連載中止。
此外，《Dragon Age》編輯部已就該事件向《關於我轉生變成史萊姆這檔事》的作者伏瀨表示道歉。伏瀨宣布他已收到歉意，並抱怨道「即使你做了類似戲仿的事情，也不要做得太過分」。
《無職轉生》的作者不講理不求人、《廢棄公主》的作者一郎也提到此事。不講理不求人批評「將其他作品中的角色以可識別的形式出現，用反派代替，並讓他們做出卑鄙的行為，這是越界的」，而榊一郎批評了該系列試圖嘲諷流行輕小說作品及其讀者的態度，以及編輯部在沒有任何準備或不支持的情況下強行連載。
次文化作家河村鳴紘表示，在與編輯和其他出版專業人士談論此事後，「大多數人的意見是，它缺乏基於對作品透徹了解的尊重」。KADOKAWA公關部門在回應河村的採訪時表示，道歉正如公告中所述，這項決定是在仔細審查和分析了網路趨勢後做出的。
此事不僅在日本國內引起關注，漫畫書資源網、Otaku USA等海外動畫媒體也紛紛報導。漫畫書資源網的麥可·拉塞納特別分析稱，這起事件「引發了業內關於什麼是可以接受的戲仿、什麼是構成侵犯版權或人身攻擊的爭論」。
河村對此事件的分析是，編輯部在決定繼續連載時考慮到了輿論反響，在看到第1回刊登時的網路反應後，決定承認錯誤、道歉並停止連載。

## 腳註

## 外部連結
- 基礎力重視，存于 （日語）—河本焰的官方個人網站。
- 河本焰的X（前Twitter） （日語）